# Родригес, Сесар (пилот)
Сесар Антонио Родригес (англ. Cesar Antonio Rodriguez; род. 1959) — американский военный лётчик, один из самых результативных лётчиков-истребителей ВВС США со времён Вьетнамской войны, сбивший три самолёта противника в двух различных конфликтах.
Родился в Гуайнабо, Пуэрто-Рико. На военной службе с 1981 года. Участвовал в операции «Правое дело» (Панама, 1989).
В 1991 году участвовал в операции «Буря в пустыне». Летая на истребителе F-15 «Игл», сбил два иракских самолёта — МиГ-23 и МиГ-29.
В 1999 году участвовал в операции «Союзная сила». Летая на истребителе F-15 «Игл», сбил один югославский МиГ-29 (пилот Ильйо Аризанов).
В отставке с 2006 года.
На 2020 год Сесар Родригес был одним из трёх самых результативных лётчиков США со времён Вьетнамской войны, и единственным, одержавшим свои победы в двух разных конфликтах.